# Гулбис, Айвар
А́йвар(с) Гу́лбис (латыш. Aivars Gulbis, в советских документах Айвар Мартынович Гулбис; 14 января 1933 — 10 января 2024) — советский и латвийский скульптор. Лауреат премии Совета Министров Латвийской ССР, член президиума правления Союза архитекторов Латвийской ССР, секретарь правления Союза художников Латвийской ССР. Член Союза художников Латвийской ССР.

## Биография
Окончил факультет скульптуры Латвийской Академии художеств (1959), учился у Теодора Залькална. Работал главным специалистом института «Латкоммунпроект».
Работы приобретены Государственной Третьяковской галереей, Латвийским Национальным художественным музеем, Союзом художников Латвии и частными коллекционерами.
Умер 10 января 2024 года.

## Известные работы
- Памятник воинам-освободителям Риги от немецко-фашистских захватчиков (в составе авторского коллектива).
- Памятник Я. Райнису в Риге. Выполнен в 1965 году по эскизам скульптора Карлиса Земдеги, разработанным в 1957 году.
- Мемориальный ансамбль на месте захоронения видных партийных и советских деятелей в северной части кладбища Райниса. Соавторы — скульптор Карлис Бауманис, архитектор Ивар Страутманис (1971 год).
- Надгробный памятник писателя Вилиса Лациса на Лесном кладбище (1974 год).

| Памятник Освободителям Риги. Композиция «Мать-Родина». Скульпторы А. М. Гулбис и Л. В. Кристовский |  | Памятник Вилису Лацису на Лесном кладбище. Скульптор А. М. Гулбис, 1974 год. |  | Памятник Райнису. По эскизам Карлиса Земдеги. Скульпторы Айвар Гулбис и Лаймонис Блумберг. |  |